# Gruppo misto nella XVI legislatura
Nella XVI legislatura, iniziata il 29 aprile 2008, il gruppo misto è un gruppo parlamentare costituito sia alla Camera dei deputati che al Senato della Repubblica.

## Camera dei deputati

### Ufficio di presidenza
| Carica         | Deputato                       | Componente di appartenenza                                                                                    |
| -------------- | ------------------------------ | --- |
| Presidente     | Siegfried Brugger              | Minoranze Linguistiche                                                                                        |
| Vicepresidente | Roberto Antonione              | Italia Libera - Popolari Italiani - Popolari per l'Europa - Liberali per l'Italia - Partito Liberale Italiano |
| Vicepresidente | Antonio Buonfiglio             | FareItalia per la Costiutuente Popolare                                                                       |
| Vicepresidente | Roberto Mario Sergio Commercio | Movimento per le Autonomie - Alleati per il Sud                                                               |
| Vicepresidente | Aniello Formisano              | Diritti e Libertà                                                                                             |
| Vicepresidente | Paolo Guzzanti                 | Iniziativa Libera                                                                                             |
| Vicepresidente | Arturo Iannaccone              | Autonomia Sud - Lega Sud Ausonia - Popoli Sovrani d'Europa                                                    |
| Vicepresidente | Daniela Melchiorre             | Liberal Democratici - MAIE                                                                                    |
| Vicepresidente | Aurelio Misiti                 | Grande Sud - PPA                                                                                              |
| Vicepresidente | Francesco Nucara               | Repubblicani - Azionisti                                                                                      |
| Vicepresidente | Pino Pisicchio                 | Centro Democratico                                                                                            |

### Componenti politiche
| Denominazione componente | Denominazione componente                                                                                      | Data costituzione  | Deputati che ne fanno parte |
| ------------------------ | --- | ------------------ | --- |
|                          | Autonomia Sud - Lega Sud Ausonia - Popoli Sovrani d'Europa                                                    | 7/11/2011          | 3 (Elio Vittorio Belcastro, Arturo Iannaccone, Americo Porfidia) |
|                          | Centro Democratico                                                                                            | 19/01/2010         | 4 (Luigi Fabbri, Donato Renato Mosella, Pino Pisicchio, Bruno Tabacci) |
|                          | Diritti e Libertà                                                                                             | 28/12/2012         | 5 (Massimo Donadi, David Favia, Aniello Formisano, Giovanni Paladini, Gaetano Porcino) |
|                          | FareItalia per la Costituente Popolare                                                                        | 9/11/2011          | 4 (Antonio Buonfiglio, Andrea Ronchi, Giuseppe Scalia, Adolfo Urso) |
|                          | Grande Sud - PPA                                                                                              | 18/01/2012         | 10 (Giuseppe Fallica, Ugo Grimaldi, Maurizio Iapicca, Gianfranco Micciché, Aurelio Misiti, Giancarlo Pittelli, Marco Pugliese, Gerardo Soglia, Francesco Stagno D'Alcontres, Giacomo Terranova) |
|                          | Iniziativa Liberale                                                                                           | 22/05/2012         | 3 (Antonio Gaglione, Maurizio Grassano, Paolo Guzzanti) |
|                          | Italia Libera - Popolari Italiani - Popolari per l'Europa - Liberali per l'Italia - Partito Liberale Italiano | 12/11/2012         | 10 (Roberto Antonione, Isabella Bertolini, Fabio Gava, Giustina Mistrello Destro, Gaetano Pecorella, Angelo Santori, Luciano Mario Sardelli, Giorgio Stracquadanio, Franco Stradella, Roberto Tortoli) |
|                          | Liberal Democratici - MAIE                                                                                    | 21/07/2008         | 3 (Giorgio La Malfa, Daniela Melchiorre, Italo Tanoni) |
|                          | Minoranze Linguistiche                                                                                        | 5/05/2008          | 3 (Siegfried Brugger, Roberto Rolando Nicco, Karl Zeller) |
|                          | Movimento per le Autonomie - Alleati per il Sud                                                               | 5/05/2008          | 4 (Roberto Mario Sergio Commercio, Angelo Salvatore Lombardo, Francesco Paolo Lucchese, Sandro Oliveri) |
|                          | Repubblicani - Azionisti                                                                                      | 5/07/2011          | 4 (Calogero Mannino, Francesco Nucara, Giuseppe Ossorio, Mario Pepe) |
|                          | Non iscritti                                                                                                  | Inizio legislatura | 18 (Angelo Alessandri, Luca Giorgio Barbareschi, Renato Cambursano, Giuliano Cazzola, Stefania Craxi, Giuseppe Giulietti, Maria Grazia Laganà Fortugno, Linda Lanzillotta, Carmelo Lo Monte, Alessandro Maran, Lino Miserotti, Angela Napoli, Savino Pezzotta, Sergio Michele Piffari, Eugenio Randi, Gianni Vernetti, Santo Domenico Versace) |

### Componenti cessate
| Denominazione componente | Denominazione componente                                 | Data costituzione | Data cessazione |
| ------------------------ | -------------------------------------------------------- | ----------------- | --------------- |
|                          | Repubblicani, Azionisti, Alleanza di Centro              | 13/05/2009        | 20/01/2011      |
|                          | Noi Sud/Lega Sud Ausonia                                 | 22/01/2010        | 16/09/2010      |
|                          | Noi Sud Libertà e Autonomia, I Popolari di Italia Domani | 21/10/2010        | 20/01/2011      |

## Senato della Repubblica

### Ufficio di presidenza
| Carica                 | Deputato          | Componente di appartenenza                      |
| ---------------------- | ----------------- | ----------------------------------------------- |
| Presidente             | Giovanni Pistorio | Movimento per le Autonomie - Alleati per il Sud |
| Vicepresidente vicario | Giuseppe Astore   | Partecipazione Democratica                      |
| Vicepresidente         | Vincenzo Oliva    | Movimento per le Autonomie - Alleati per il Sud |

### Componenti politiche
| Denominazione componente | Denominazione componente                                 | Data costituzione  | Deputati che ne fanno parte                                                                           |
| ------------------------ | -------------------------------------------------------- | ------------------ | --- |
|                          | Diritti e Libertà (DL)                                   | 22/11/2012         | 1 (Stefano Pedica)                                                                                    |
|                          | La Destra (LD)                                           | 19/12/2012         | 1 (Alberto Filippi)                                                                                   |
|                          | Movimento per le Autonomie - Alleati per il Sud (MPA-AS) | 10/06/2008         | 4 (Sebastiano Burgaretta Aparo, Filippo Maria Drago, Giovanni Pistorio, Vincenzo Oliva)               |
|                          | Movimento dei Socialisti Autonomisti (MSA)               | 27/06/2012         | 1 (Alberto Tedesco)                                                                                   |
|                          | Partecipazione Democratica (ParDem)                      | 9/02/2011          | 1 (Giuseppe Astore)                                                                                   |
|                          | Partito Pensionati (PP)                                  | 13/12/2012         | 1 (Giacinto Boldrini)                                                                                 |
|                          | Partito Repubblicano Italiano (P.R.I)                    | 17/11/2011         | 1 (Antonio Adolfo Maria Del Pennino)                                                                  |
|                          | SIAMO GENTE COMUNE Movimento Territoriale (SGCMT)        | 8/05/2012          | 2 (Lorenzo Bodega, Rosa Angela Mauro)                                                                 |
|                          | Unione Democratica per i Consumatori (UDCON)             | 21/12/2012         | 1 (Elio Lannutti)                                                                                     |
|                          | Non iscritti                                             | Inizio legislatura | 6 (Carlo Azeglio Ciampi, Raffaele Lauro, Luigi Lusi, Mario Monti, Nicola Rossi, Piergiorgio Stiffoni) |

### Componenti cessate
| Denominazione componente | Denominazione componente            | Data costituzione | Data cessazione |
| ------------------------ | ----------------------------------- | ----------------- | --------------- |
|                          | Alleanza per l'Italia (ApI)         | 11/11/2009        | 20/12/2012      |
|                          | Futuro e Libertà per l'Italia (FLI) | 8/03/2011         | 14/07/2011      |
|                          | I Popolari d'Italia Domani (PID)    | 9/02/2011         | 1/03/2011       |
|                          | Io Sud (IS)                         | 11/07/2009        | 7/10/2009       |
|                          | Verso Nord (Verso Nord)             | 22/12/2010        | 23/02/2011      |